# Always (damhygien)

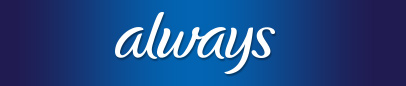
Always logotyp.

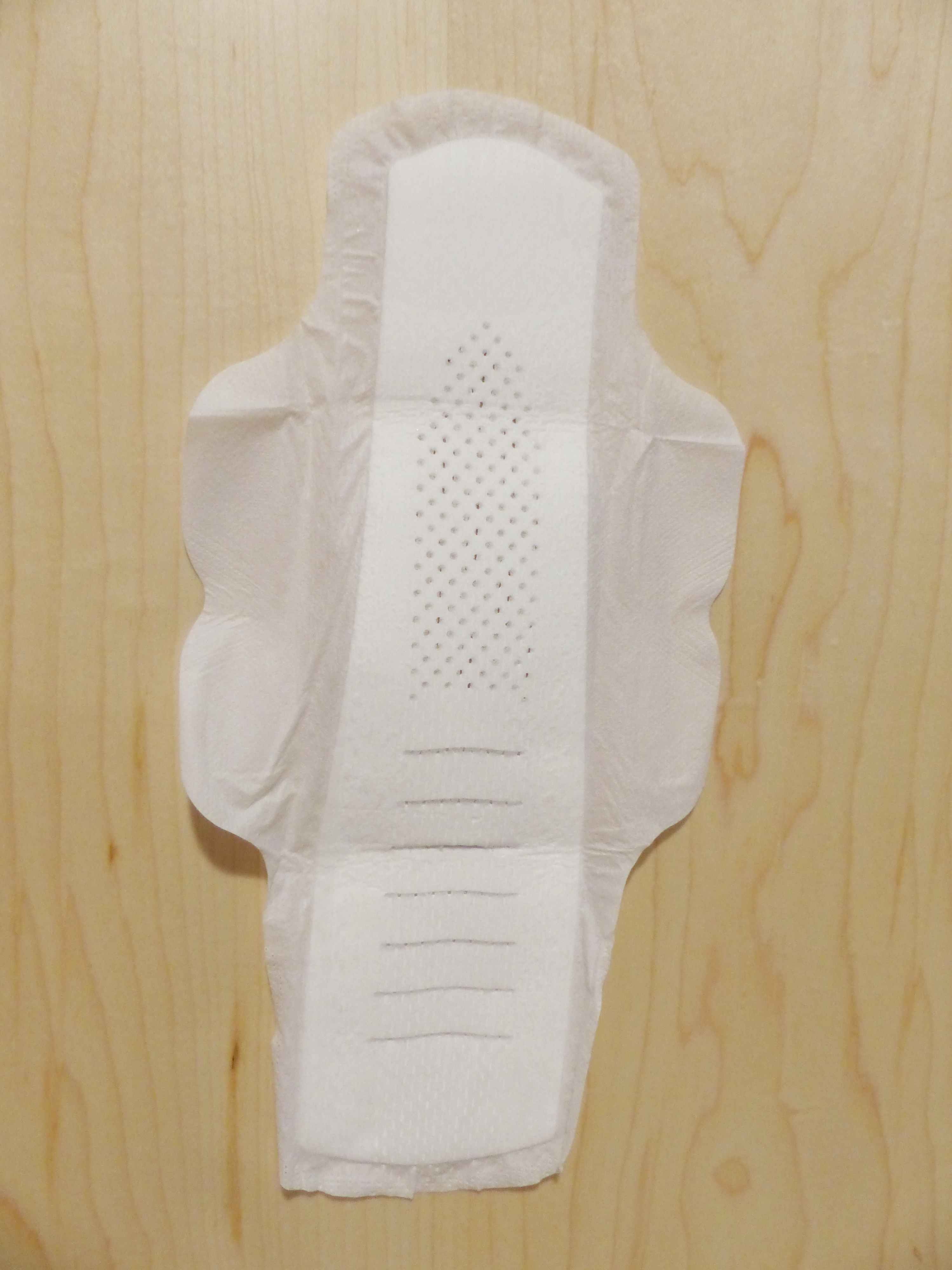
Binda från Always.

Always är ett varumärke för damhygien-/intimhygienprodukter. Under varumärket Always marknadsförs mensskydd så som bindor och tamponger, och under systervarumärket Alldays marknadsförs trosskydd. Varumärket ägs av amerikanska Procter & Gamble, som också äger Tampax i samma produktkategori.